# Artur Pătraș
Artur Pătraș, né le 1er octobre 1988 à Chișinău en Moldavie, est un footballeur international moldave. Il évolue actuellement au poste de milieu offensif au Petrocub Hîncești.

## Biographie

### Carrière de joueur
Artur Pătraș commence sa carrière professionnelle lors de la saison 2005-2006 avec le Politehnica Chișinău. En 2007, il s'engage en faveur du Politehnica Timișoara, club évoluant dans le championnat de Roumanie. Il joue peu de matchs et est prêté à cinq reprises à différents clubs roumains entre 2008 et 2011. 
En 2012, il quitte la Roumanie et joue six mois dans le championnat d'Azerbaïdjan à l'AZAL PFK Bakou. En mars 2013, il retourne en Moldavie et joue la fin de la saison 2012-2013 à l'Academia Chișinău. En juillet 2013, Pătraș est transféré au Milsami Orhei avec lequel il est sacré champion de Moldavie à l'issue de la saison 2014-2015.
Le 12 janvier 2016, il s'engage avec le Sheriff Tiraspol et remporte le championnat avec le club transnistrien en mai 2016.  En septembre 2016, Pătraș signe en faveur du FC Petrocub. En juillet 2017, il est transféré au Sfintul Gheorghe.

### Carrière internationale
Artur Pătraș compte 27 sélections avec l'équipe de Moldavie depuis 2011. 
Il est convoqué pour la première fois par le sélectionneur national Gavril Balint pour un match amical contre la Pologne le 6 février 2011 (défaite 1-0).

## Palmarès
- Avec le Milsami Orhei :
  - Champion de Moldavie en 2015.
- Avec le Sheriff Tiraspol :
  - Champion de Moldavie en 2016.